# Francesca Conti
Francesca Cristiana Conti, née le 21 mai 1972 à Genzano di Roma, est une joueuse de water-polo italienne, évoluant au poste de gardienne de but.
Elle remporte le titre olympique à Athènes en 2004. Elle est mariée avec Bogdan Rath.